# Laksa
La laksa est une soupe asiatique de nouilles épicées, principalement consommée en Malaisie, en Indonésie et à Singapour. C'est une soupe riche et complète à base de lait de coco, de nouilles, de crevettes, de poisson ou de viande, parfumée de pâte de curry, de piment, de citronnelle et de coriandre.

## Types
Il existe trois principaux types de laksa : le curry laksa, l'asam laksa et le sarawak laksa. Le curry laksa est une soupe de curry de noix de coco avec des nouilles, tandis que l'asam laksa est une soupe amère de poisson avec des nouilles. On utilise des nouilles de riz épaisses (ou « nouilles laksa »), mais on retrouve aussi des vermicelles de riz (bee hoon ou mee hoon). 

### Curry laksa

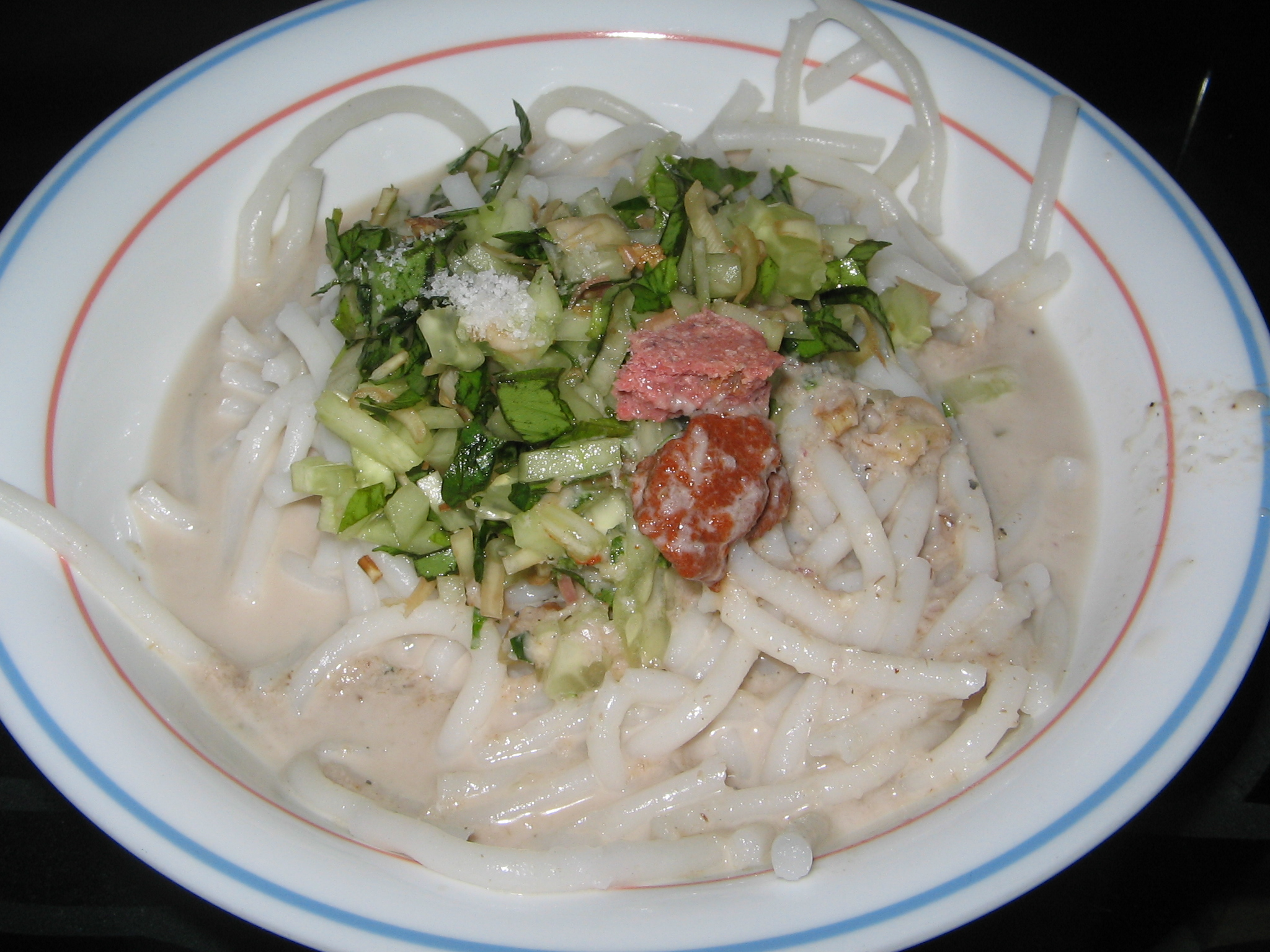
Laksa Kelantan.

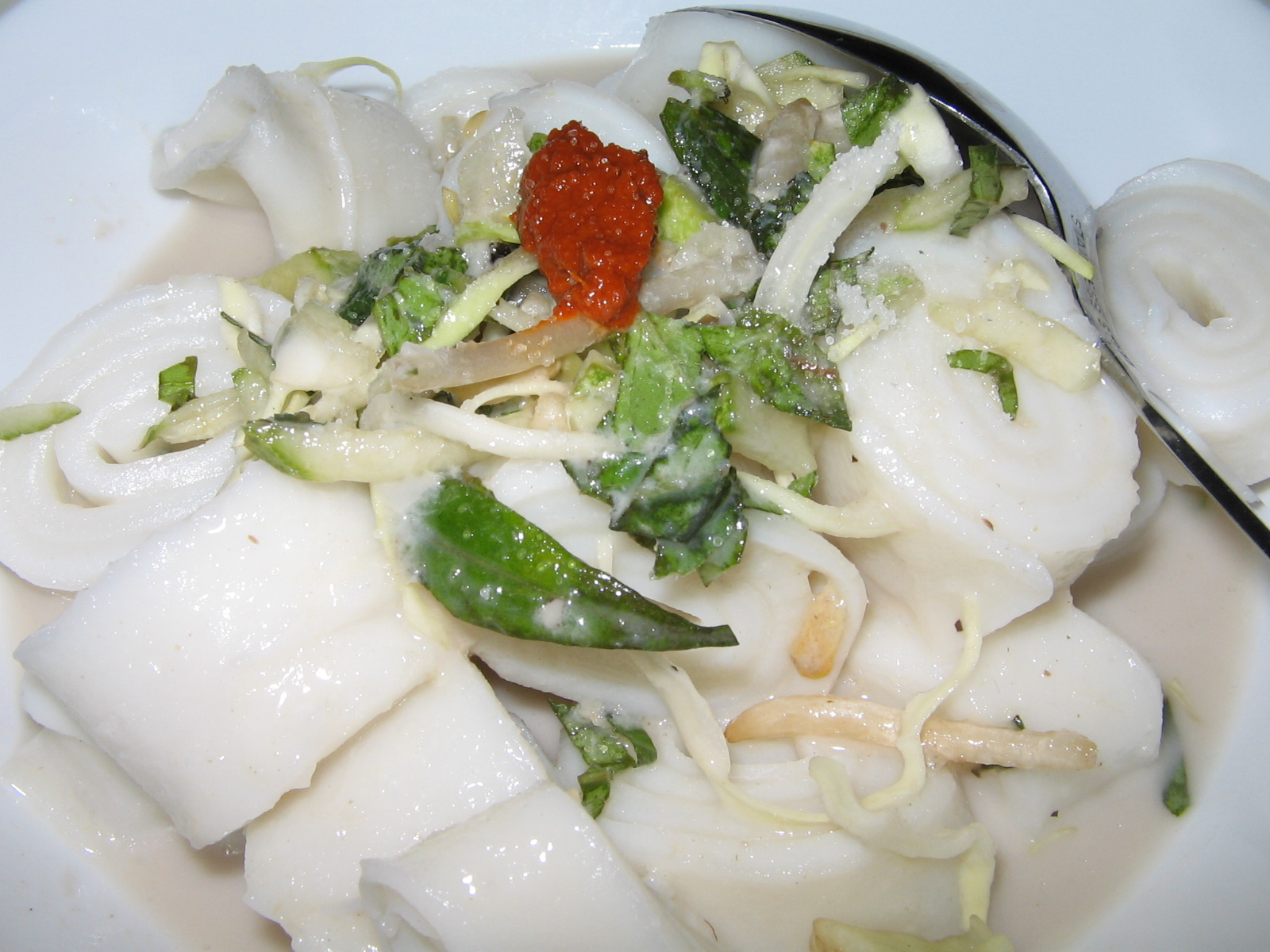
Laksam populaire à Kelantan et Terengganu.

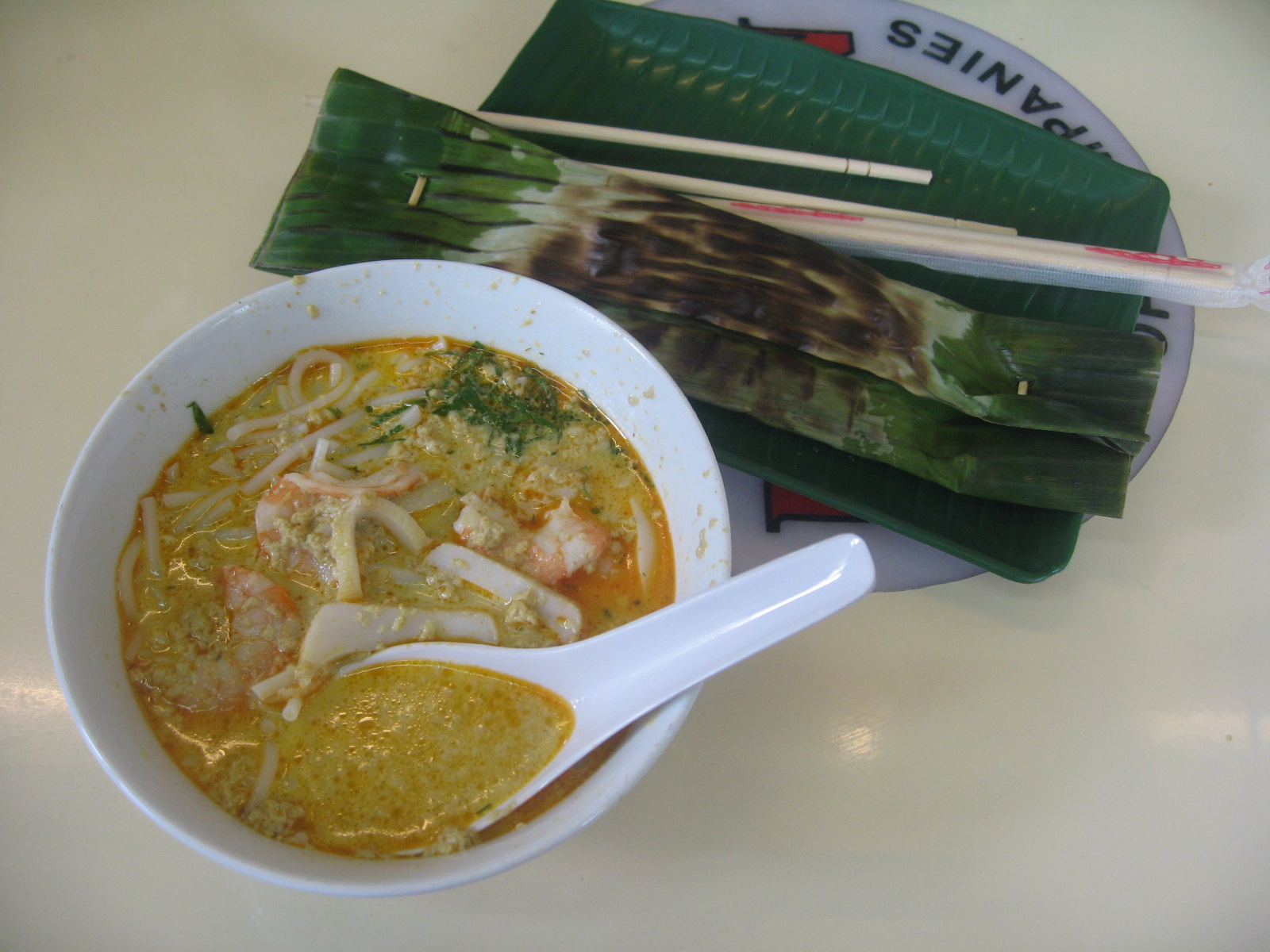
Katong laksa et feuille de bananier otak-otak.

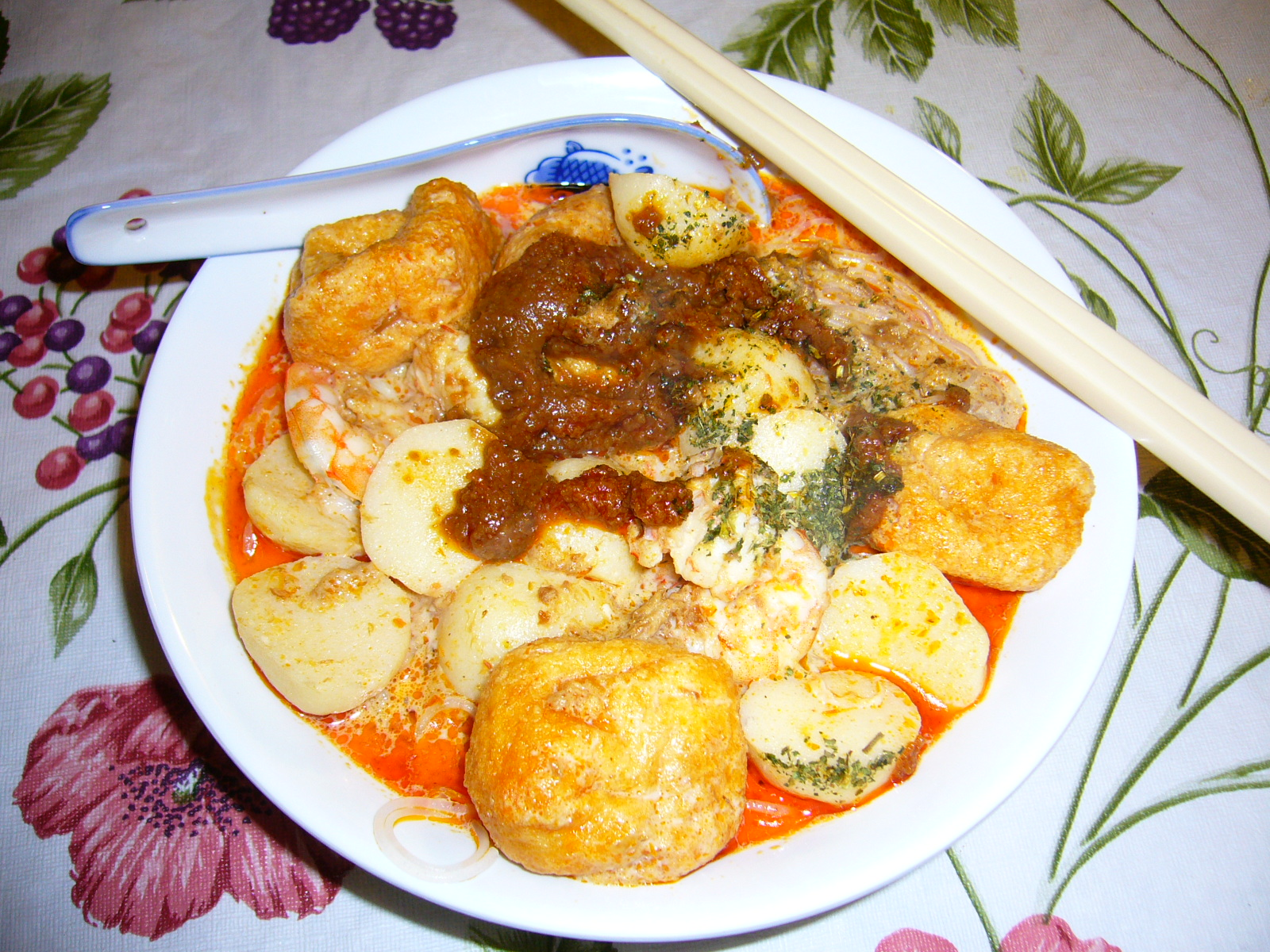
Curry laksa.

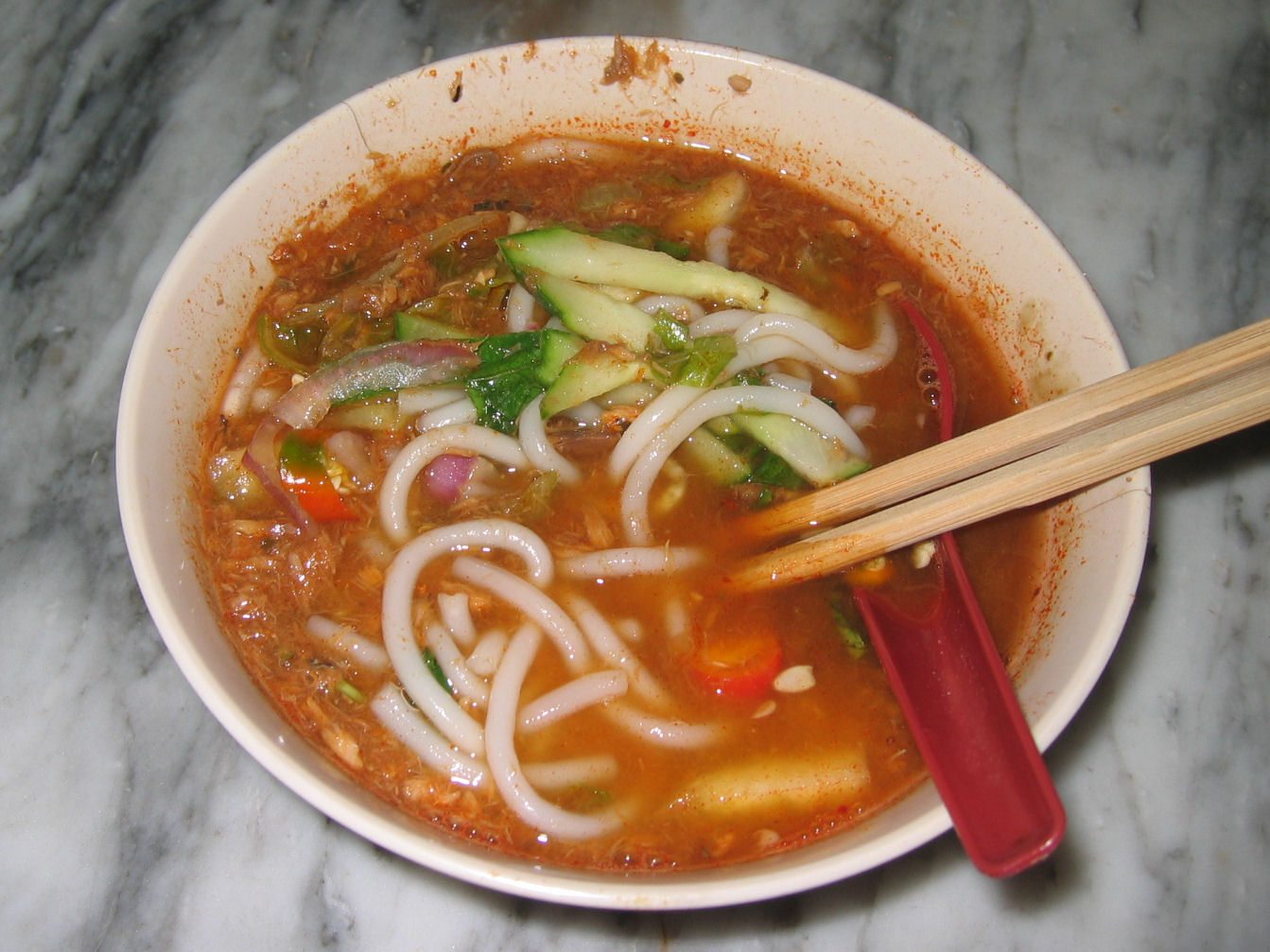
Un bol de Penang laksa, variante de l'asam laksa.

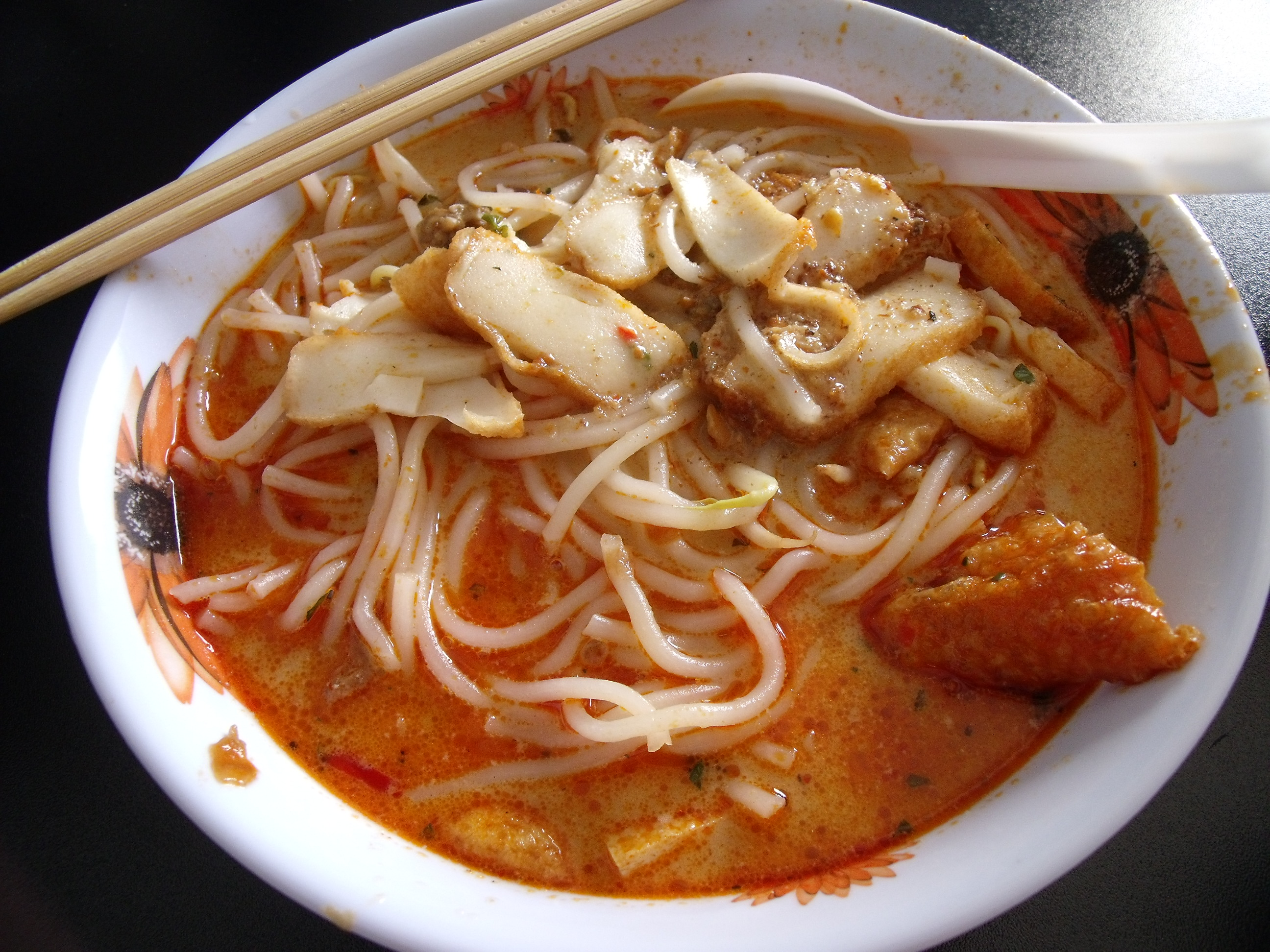
Laksa vendu à Bukit Batok, Singapour.

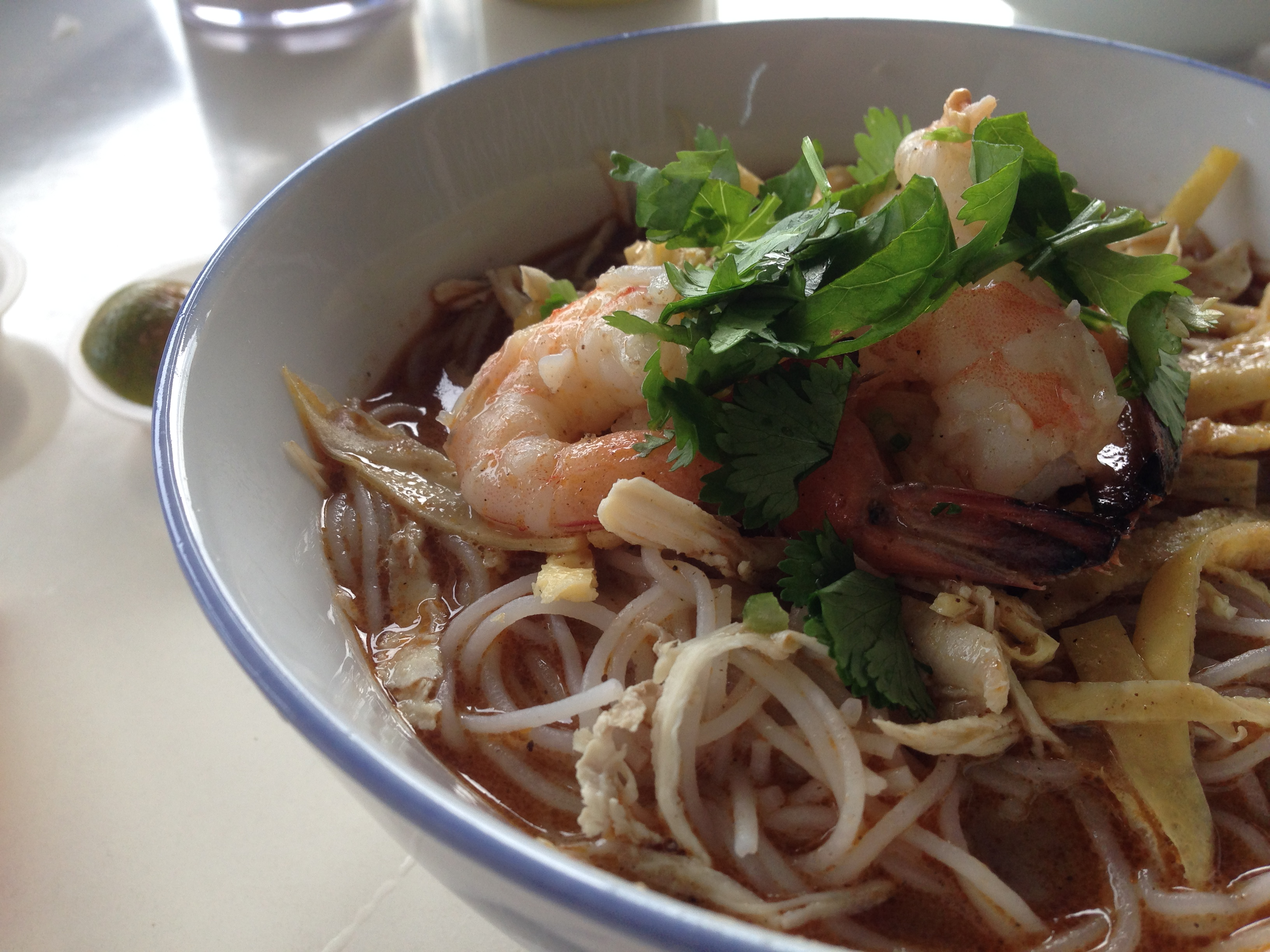
Laksa Sarawak.

Le curry laksa (dans de nombreux endroits il est juste appelé laksa) est une soupe de curry à base de noix de coco. Les ingrédients principaux sont des pousses de haricots mungo, du surimi, des crevettes et des coques. Certains restaurants y incluent du poulet. Le plat est servi avec du sambal (pâte de piment) et de la menthe vietnamienne (ou feuille de laksa, connue en Malaisie sous le nom de daun kesum).
Ce plat est appelé curry mee à Penang et est préféré à curry laksa, à cause des nouilles utilisées (mee jaune ou bee hoon). Le curry mee de Penang utilise du sang de porc.
Le terme curry laksa est plus utilisé à Kuala Lumpur et Singapour ; il y est très populaire, et est décliné en laksa yong tau foo, laksa de homard, ou tout simplement laksa nature, avec des nouilles et du bouillon.
Parmi les nombreux curry laksa existants, on retrouve :
- laksa lemak, ou nyonya laksa (malais : laksa nyonya), est un type de laksa avec une riche base de noix de coco. Lemak désigne en malais l'emploi de lait de coco en cuisine. Comme son nom l'indique, ce laksa est fait avec une sauce épaisse et épicée de lait de coco et un jus à base de poisson ;
- laksam, une spécialité des états de Kelantan, Terengganu et Kedah, au nord-est de la Malaisie, est un plat avec des nouilles épaisses et plates de farine de riz dans un jus blanc de poisson bouilli et de lait de coco. Le jus de poisson est généralement issu des abats, mais il peut également être à base d'anguilles. On mange habituellement ce laksa avec les doigts, étant donné sa consistance épaisse[1] ;
- Katong laksa (malais : laksa Katong) est un dérivé de laksa lemak, originaire de Katong à Singapour. Dans le Katong laksa, les nouilles sont plus petites, de manière que le plat puisse être mangé à la cuillère, sans baguettes ou fourchette.

### Asam laksa
Asam laksa est une soupe aigre à base de poisson. Asam en malais désigne tout plat aigre (par exemple le tamarin ou le kokum). On utilise traditionnellement pour ce laksa de l'asam keping, plus connu sous le nom de kokum, à savoir des tranches séchées de mangoustan. 
Les ingrédients principaux comprennent le poisson, coupé en morceaux, généralement du maquereau, et une julienne de légumes (concombre, oignons, piments rouges, ananas, laitue, menthe, daun kesum et bunga kantan rose (rose de porcelaine). L'asam laksa est servi tantôt avec des nouilles de riz épaisses, tantôt avec des vermicelles de riz. Le tout est recouvert avec du petis udang ou hae ko (蝦羔), une pâte de crevette épaisse et sucrée.
Parmi les principaux asam laksa, on retrouve :
- Penang laksa (malais : laksa pulau Pinang), originaire de l'île de Penang. Fait à base de maquereau (ikan kembung), il se distingue des autres par l'emploi de tamarin. On y retrouve également de la citronnelle, du galangal (lengkuas) et du piment. Les garnitures typiques sont la menthe, l'ananas, l'oignon, le hε-ko, une pâte de crevette épaisse et sucrée, et la rose de porcelaine. À Penang, c'est le laksa habituel et non le curry mee ;
- Perlis laksa (malais : laksa Perlis) est similaire au laksa de Penang, mais utilise de l'anguille ou du poisson-chat. On retrouve ce plat à Kuala Perlis ;
- Kedah laksa (malais : laksa Kedah) est très similaire au laksa de Panang, seule sa garniture diffère. Des œufs durs y sont ajoutés ;
- Ipoh laksa (malais : laksa Ipoh), de la ville d'Ipoh, est identique au laksa de Penang mais elle a un gout plus aigre et contient de la pâte de crevette ;
- Kuala Kangsar laksa (malais : laksa Kuala Kangsar), originaire de Kuala Kangsar, avec des nouilles à base de blé et non de riz. La soupe est plus légère.

### Autres recettes
- Kelantan laksa (malais : laksa Kelantan), de l'état de Kelantan en Malaisie. À base de maquereau (ikan kembung), lait de coco épais, citronnelle, échalote, ail, tamarin, sucre de palme et sel[2].
- Johor laksa (malais : laksa Johor), de l'état de Johor. Utilise du lait de coco, du kerisik (noix de coco grillée), des crevettes séchées, de la citronnelle, du galanga et des épices. Il est garni d'oignons, de pousses de haricots mungo, de feuilles de menthe et de daun kesum, de concombre et d'un pickle de radis blanc. Le sambal belacan (pâte de piment) est servi séparément. Avant de servir, on y presse du jus de citron vert.
- Sarawak laksa (malais : laksa sarawak) de l'état de Sarawak, sur l'île de Bornéo. Il ne contient pas de curry. Il est basé sur du sambal belacan, du tamarin, de l'ail, du galanga, de la citronnelle et du lait de coco, le tout garni avec des lanières  d'omelette, de poulet, de la coriandre et occasionnellement du citron vert.
- Terengganu laksa (malais : laksa Terengganu), originaire de la ville de Kuala Terengganu, est la recette de laksa la plus simple. L'ingrédient principal de sa sauce est l'ikan kembung ou le comète quiaquia, qui est bouilli et émincé. Il est ensuite frit avec de l'oignon, de l'ail, du gingembre, du belacan, de la menthe vietnamienne, du piment datil, de la citronnelle et des tranches de tamarin séché. Le lait de coco est ajouté à la fin.
- Bogor laksa (indonésien : laksa Bogor) est probablement la version indonésienne la plus connue. Originaire de la ville de Bogor, dans l'ouest de Java. La soupe jaunâtre à base de lait de coco est un mélange d'échalotes, d'ail, de kemiri noix des Moluques, de curcuma, de coriandre, de citronnelle et de sel. Elle est ajoutée dans un bol contenant des bihun (vermicelles de riz), du ketupat (gâteau de riz gluant), de l'oncom écrasé (similaire au tempeh), des pousses de haricots mungo, des feuilles de basilic, du poulet cuit en morceaux, des crevettes et un œuf dur. Il est servi avec du sambal cuka.

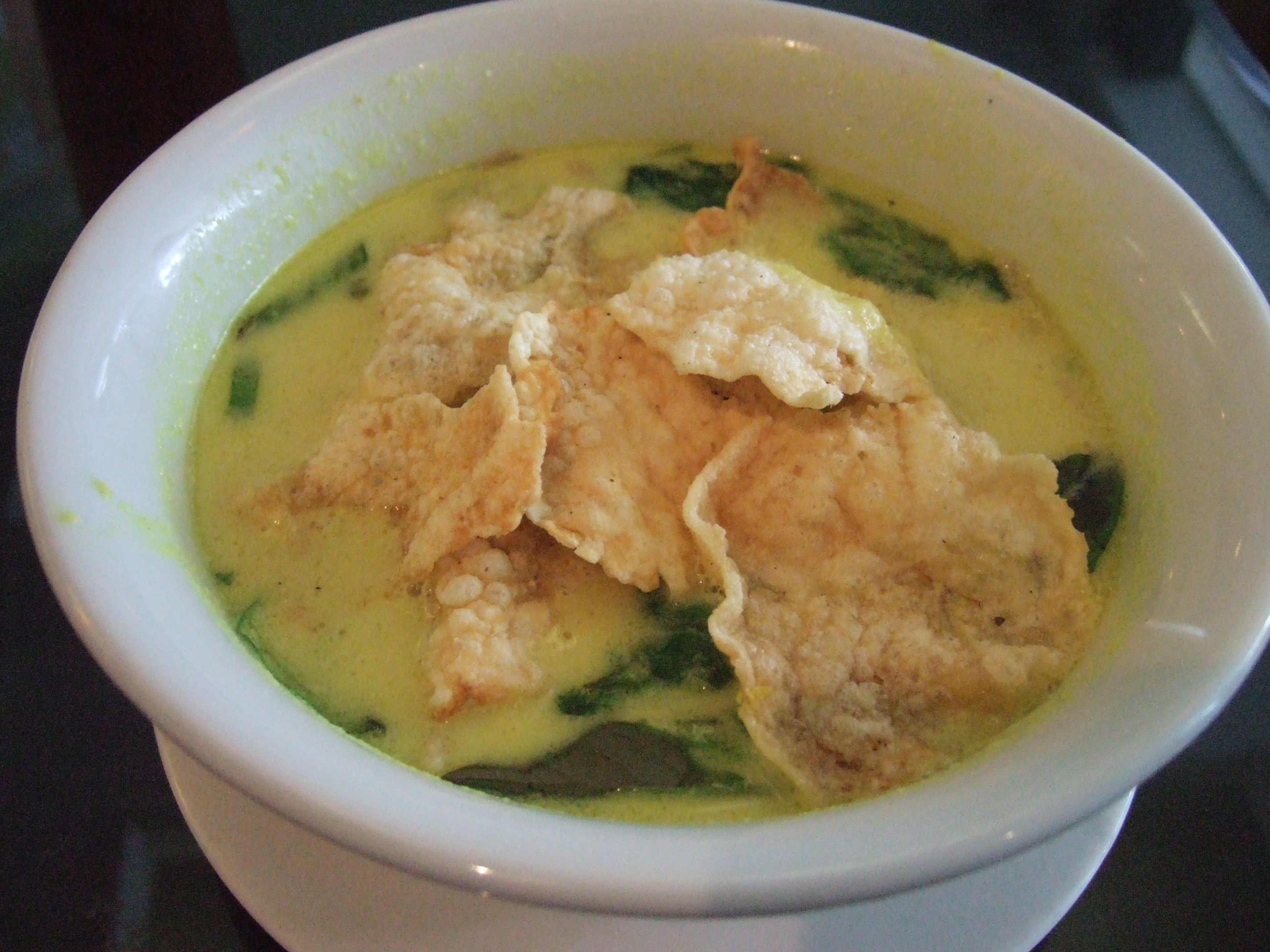
Betawi laksa avec des emping (chips de melinjo).

- Cibinong laksa (indonésien : laksa Cibinong), originaire de Cibinong, situé entre Bogor et Jakarta. Il est proche du laksa Bogor, mais ne contient pas d'oncom et de crevettes.
- Betawi laksa (indonésien : laksa betawi) de Jakarta. On met, dans cette soupe au de lait de coco, de l'échalote, de l'ail, du curcuma, du galanga, de la citronnelle, du gingembre, du poivre, des feuilles de combava, des rebon (petites crevettes séchées). Le plat contient également des ketupat (gâteau de riz enveloppé dans une feuille de cocotier), des pousses de haricots mungo, du basilic et un œuf dur.
- Palembang laksan (indonésien : laksan Palembang), un plat originaire de Palembang, au sud de Sumatra, ce sont des beignets de poisson servis dans une laksa.
- Palembang lakso (indonésien : lakso Palembang), contrairement au laksan, celui-ci utilise des nouilles à base de pâte de sagou, servies dans une soupe de lait de coco et un mélange de sucre de palme, de poivre noir, de curcuma, de coriandre et de noix des Moluques.
- Banjar laksa (indonésien : laksa Banjar), originaire de Banjarmasin, entre autres ingrédients des têtes-de-serpent (poisson) et des nouilles.
- Kelantan laksam.
- Sabah laksa.
- Laksa Brunei.